# مخيشم ضرعي
مخيشم ضرعي (الاسم العلمي:Pleurobranchus mamillatus) هو نوع من الرخويات يتبع جنس المخيشم من الفصيلة المخيشمية.